# Кунду
Кунду (тур. Kundu, в других источниках — Özlü) — микрорайон (махалле) в районе Аксу, в настоящее время — часть города Анталья, Турция. Кунду — также неофициальное название курортного района, включающего в себя, помимо махалле Кунду, прибрежную часть махалле Кемерагзы́. Расположен в 16 км от аэропорта Анталья.

## Название
Официально микрорайон (махалле) называется Kundu, хотя в некоторых других источниках можно также встретить название Özlü. На дорожном знаке при въезде написано Kundu.

## Описание
Вдоль всего района по первой линии тянется цепочка люксовых пятизвездочных отелей с великолепными ухоженными территориями. Параллельно отелям расположены многочисленные бары, кафе, рестораны, крупные универмаги и мелкие туристические магазинчики, а также современные жилые комплексы и виллы.
Песчаные пляжи Кунду отмечены самой престижной премией для мировых курортов — «Голубым флагом» фонда Экологического образования (FEE).
Кунду прозвали «турецким Лас-Вегасом». Здесь построены отели, стилизованные под Московский Кремль, Венецианский Палаццо или Стамбульский Дворец Султана.

## Достопримечательности
Недалеко от Кунду находятся античный город Перге — древнейший город времен римской империи, в котором прекрасно сохранились исторические постройки, торговая площадь, древний театр и стадион.

## Транспортное сообщение
Из Кунду до центра Антальи можно добраться на городском автобусе № 7А. Интервал движения — 20 минут. Маршрут автобуса проходит от Кунду через район Лару, водопад Дюден, ТЦ «Terra City», старый город Калеичи; далее через ТЦ «Mark Antalya», район Кепез, конечная остановка — Автовокзал.
Оплата проезда производится транспортной картой Антальякарт, либо банковскими картами Visa/MasterCard с опцией бесконтактной оплаты (кроме карт, выпущенных в РФ). Также доступна оплата физической банковской картой “Letim”, которую можно заказать с доставкой по России с помощью одноимённого мобильного приложения. Наличные не принимают.
Также до центра Антальи можно добраться на автобусе № 511, который однако делает большой круг, объезжая аэропорт (в сам аэропорт не заезжает). Маршрут автобуса проходит мимо торговых центров «Mall of Antalya», «Deepo», «Agora», «Ikea». Интервал движения — один раз в час. Расписание (фактическое) и точный маршрут можно посмотреть в приложении Antalya Kart.